# Calvatia gigantea
 Calvatia gigantea (August Batsch, 1786 ex Curtis Gates Lloyd, 1904), sin. Bovista gigantea (August Batsch, 1786 ex Samuel Frederick Gray, 1821), din încrengătura Basidiomycota în familia Agaricaceae și de genul Calvatia, din încrengătura Basidiomycota în familia Agaricaceae și de genul Calvatia, este o specie de ciuperci saprofită și, atât timp cât este tânără, comestibilă, denumită în popor bășica porcului, bovistă uriașă sau ciupercă uriașă.  Buretele de crește în România, Basarabia și Bucovina de Nord în grupuri mici sau cercuri vrăjitorești, câteodată și solitar, în primul rând prin grădini, pajiști, pășuni, livezi, dar de asemenea în poieni de foioase. Perioada favorită de dezvoltare o are din iunie până în octombrie.

## Descriere

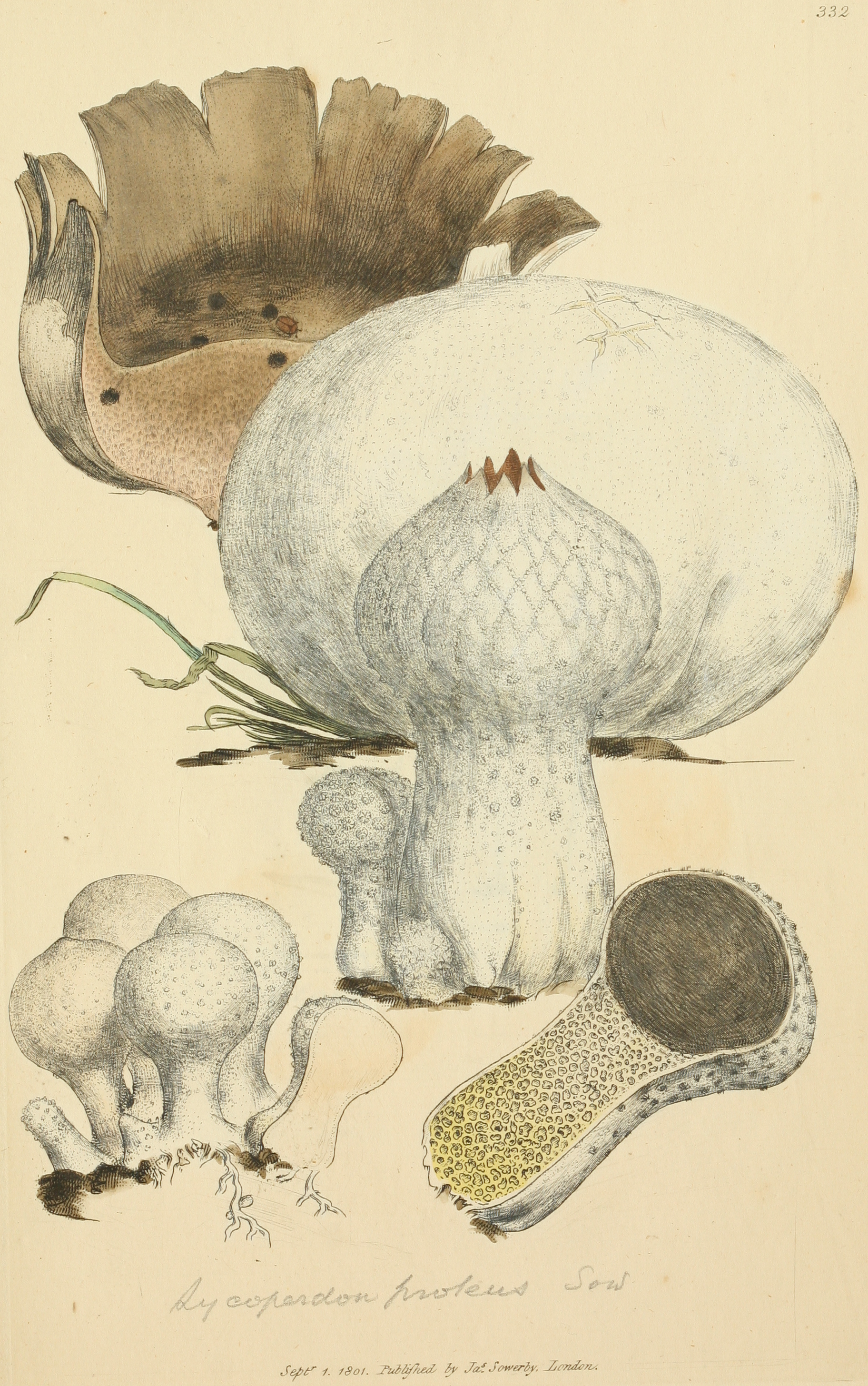
Calvatia gigantea

- Corpul fructifer: are o grosime de 10-50 (120) cm cu o greutate și peste 20 kg, este sferic până elipsoidal sau ușor deformat. Stratul exterior (Exoperidium) este inițial de culoare albă, trece prin gălbui și galben-verzui către maroniu, este neted și tare, cu aspect de piele, și se desprinde ușor de pe ciupercă. La maturitate se despică neregulat pentru a elibera sporii. Către bază, suprafața poate fi ridată, iar la bază de obicei se poate observa un mic peduncul continuat prin numeroase cordoane miceliare rizoide, datorită cărora ciuperca se fixează de substrat. Buretele nu are picior.
- Carnea (gleba): este inițial de culoare albă și relativ moale cu un ușor miros de ciuperci și gust plăcut. Cu maturizarea trece prin gălbui spre măsliniu verzui, devenind apoasă și spongioasă cu un miros urinos. În final se transformă în praf uscat și maroniu.
- Caracteristici microscopice: au spori rotunzi cu un vârfuleț, netezi, fiind foarte mici cu o mărime de 3,5 până la 5 microni (µm). Culoarea lor este brună. Buretele produce până la 7 miliarde de spori. Capillitium, care se formează din straturile peretelui, constă din fire galbene cu o grosime de 4-7 microni.[5][6][7]
- Reacții chimice: Carnea se decolorează cu Sulfat de fier (II) galben-ocru, cu Formaldehidă după câteva minute portocaliu-roșiatic și cu o tinctură de guaiacum încetișor gri-verzui.[8]

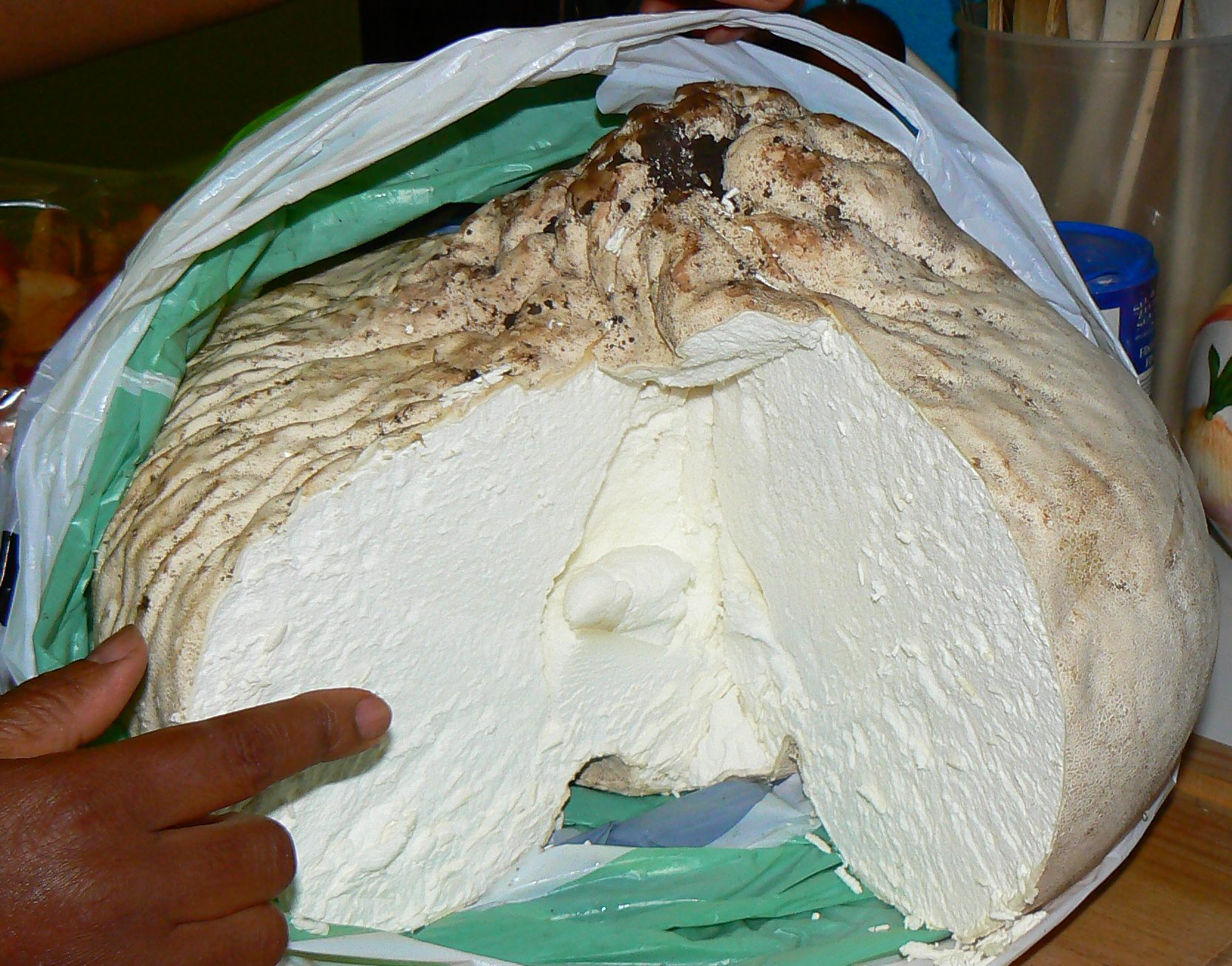
C. gigantea tânără:  secțiune longitudinală
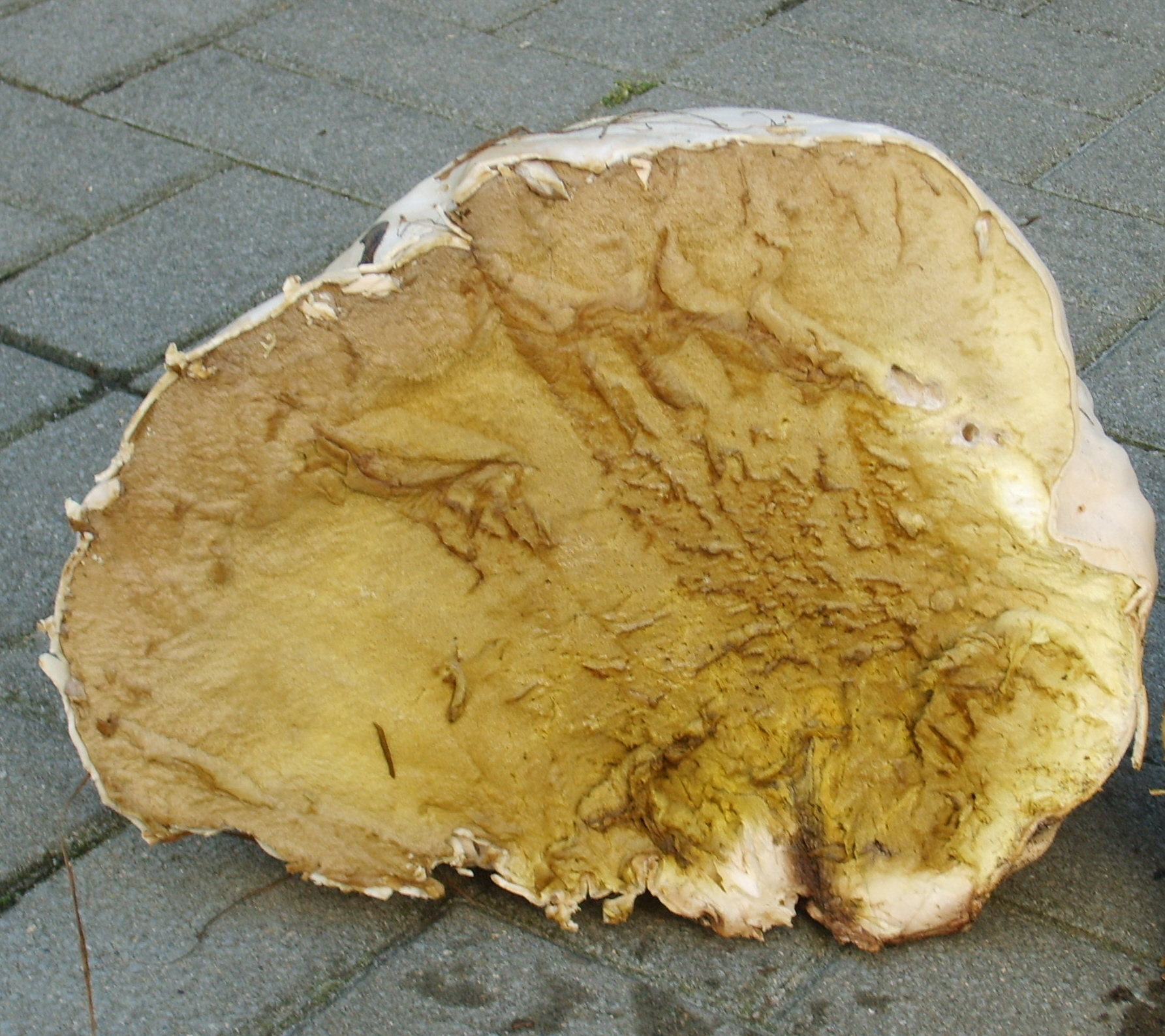
C. gigantea matură:  secțiune longitudinală
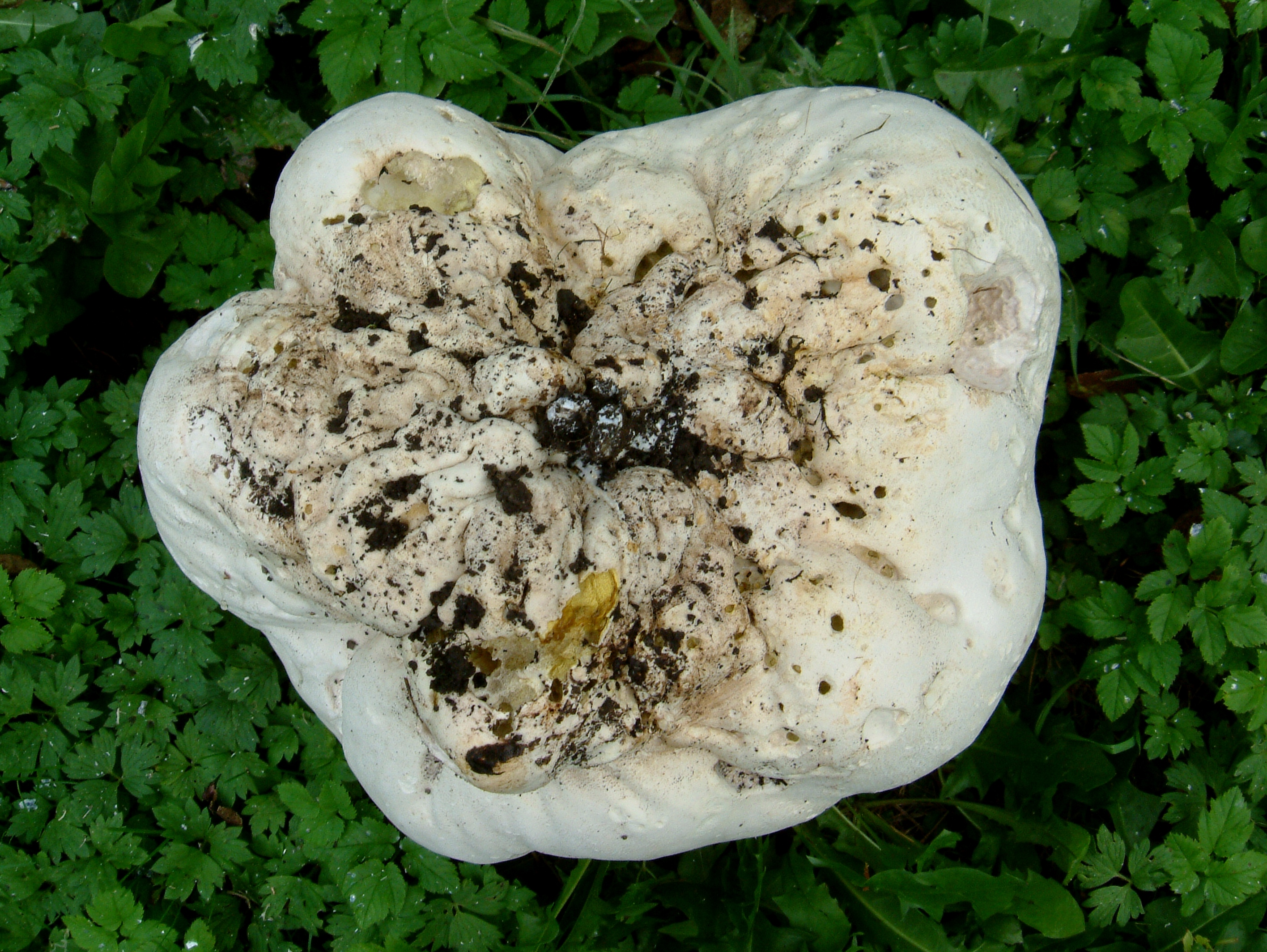
C. gigantea dedesubt, cordoane miceliare
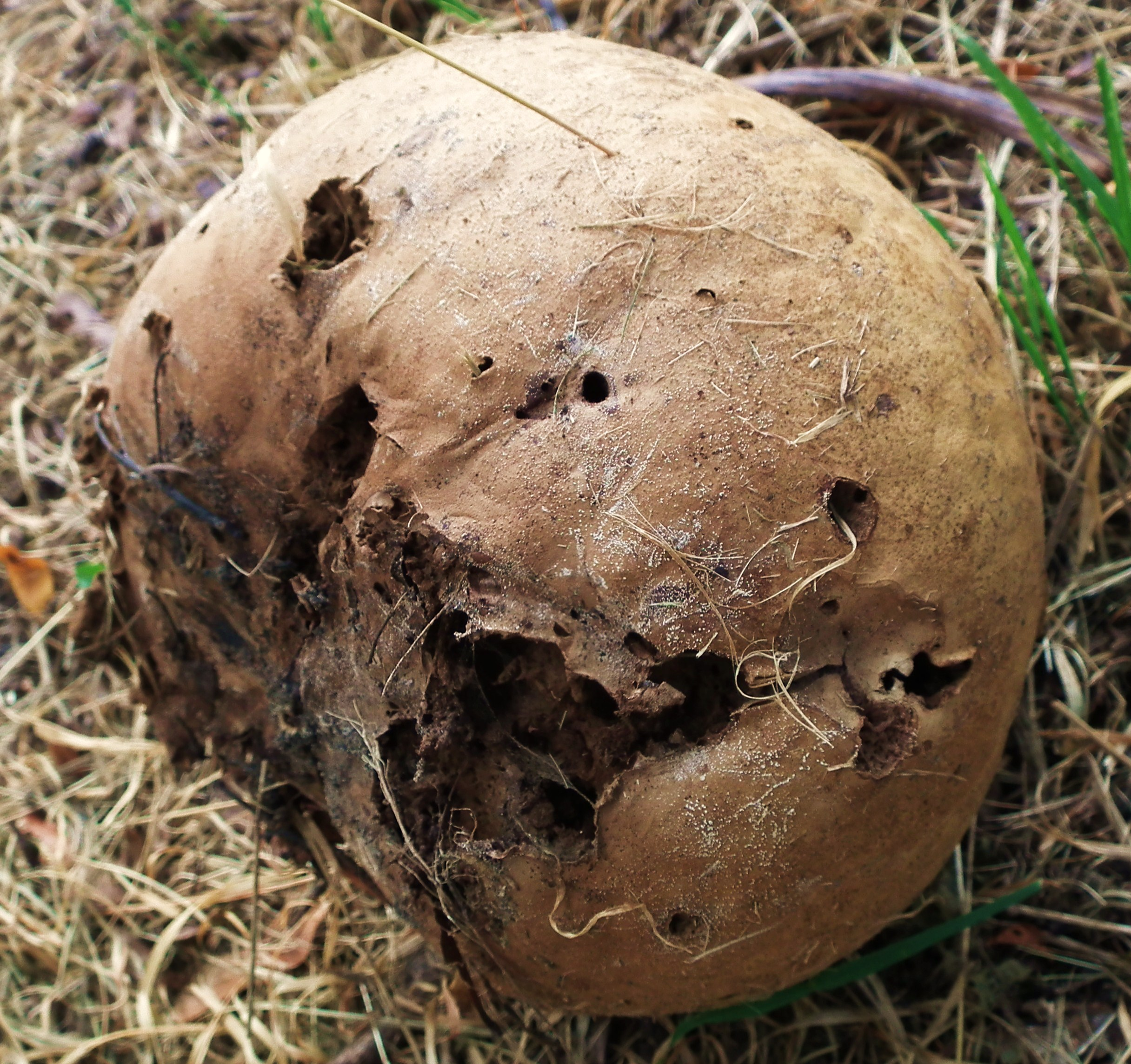
C. gigantea bătrână
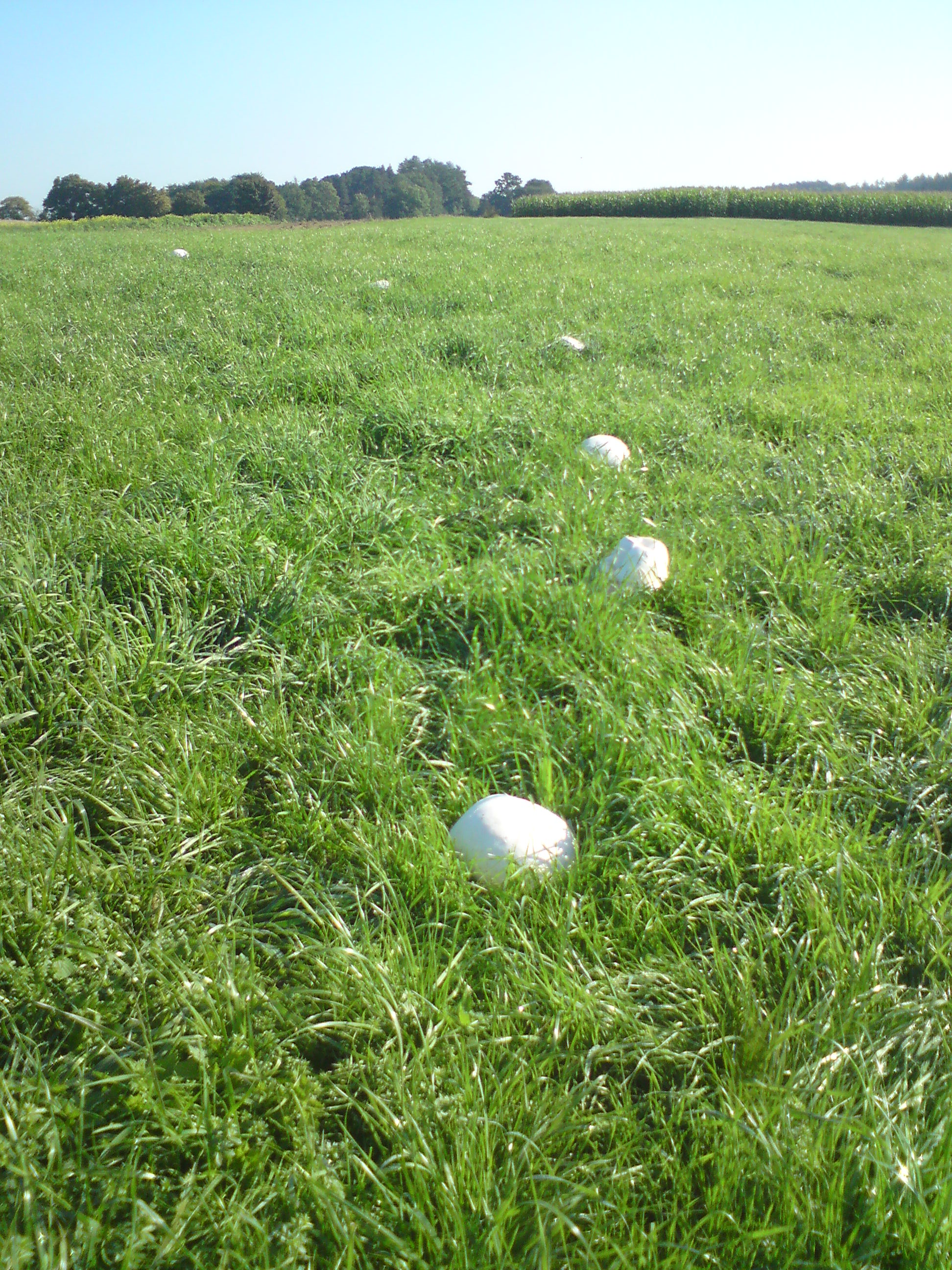
C. gigantea în cerc de vrăjitoare

## Confuzii
Datorită dimensiunii ei, Calvatia gigantea nu se poate confunda cu alte specii.

## Valorificare
Pe vremuri, praful buretelui sau carnea, uscată în stadiu tânăr și apoi frământată, a fost aplicată (de asemenea cel ale soiurilor comestibile crescute mai mici de genul Lycoperdon) ca antihemoragic și antiseptic (până astăzi la țară).
O bucată din această ciupercă arde foarte lent și degajă mult fum. De acea ea este și folosită de apicultori în timpul lucrărilor la stupi pentru a liniști albinele.
Ciuperca uriașă este  comestibilă și delicată cât culoarea glebei este complet albă, dar nu se potrivește cu fierberea ei, devenind vâscoasă. Înainte de preparare, de exemplu ca un șnițel panat sau natural, ori prăjită și adăugată la jumări sau omlete de ou, cuticula trebuie să fie îndepărtată (merge cu ușurință) deoarece are o textură tare, ca de piele. Mai departe, ea nu se spală niciodată, deoarece interiorul ei se comportă ca un burete, va absorbii apa, astfel compromițând prelucrarea ulterioară a ciupercii.

## Bibiliografie
- Marcel Bon: „Pareys Buch der Pilze”, Editura Kosmos, Halberstadt 2012, ISBN 978-3-440-13447-4
- Rose Marie Dähncke: „1200 Pilze in Farbfotos”, Editura AT Verlag, Aarau 2004, ISBN 3-8289-1619-8
- Ewald Gerhard: „Der große BLV Pilzführer“ (cu 1200 de specii descrise și 1000 fotografii), Editura BLV Buchverlag GmbH & Co. KG, ediția a 9-a, München 2018, ISBN 978-3-8354-1839-4
- Jean-Louis Lamaison & Jean-Marie Polese: „Der große Pilzatlas“, Editura Tandem Verlag GmbH, Potsdam 2012, ISBN 978-3-8427-0483-1
- J. E. și M. Lange: „BLV Bestimmungsbuch - Pilze”, Editura BLV Verlagsgesellschaft, München, Berna Viena 1977, p. 116, ISBN 3-405-11568-2
- Hans E. Laux: „Der große Pilzführer, Editura Kosmos, Halberstadt 2001, ISBN 978-3-440-14530-2
- Gustav Lindau, Eberhard Ulbrich: „Die höheren Pilze, Basidiomycetes, mit Ausschluss der Brand- und Rostpilze”, Editura  J. Springer, Berlin 1928
- Till E. Lohmeyer & Ute Künkele: „Pilze – bestimmen und sammeln”, Editura Parragon Books Ltd., Bath 2014, ISBN 978-1-4454-8404-4
- Meinhard Michael Moser: „Röhrlinge und Blätterpilze - Kleine Kryptogamenflora Mitteleuropas”, ediția a 5-ea, vol. 2, Editura Gustav Fischer, Stuttgart 1983
- Renate & Wilhelm Volk: „ „Pilze sicher bestimmen und delikat zubreiten“, Editura Ulmer, Stuttgart 1999, ISBN 3-8001-3656-2
- Linus Zeitlmayr: „Knaurs Pilzbuch”, Editura Droemer Knaur, München-Zürich 1976, ISBN 3-426-00312-0